# Ilmenau
Ilmenau (česky Ilmenava) je město v německém Durynsku na řece Ilm. Leží zhruba 40 kilometrů jižně od zemského hlavního města Erfurtu.
Má přibližně 39 tisíc obyvatel, s rozlohou 168,18 km² je největším městem (a zároveň centrem) zemského okresu Ilm a zaujímá dvanáctou pozici v pořadí největších měst Durynska.

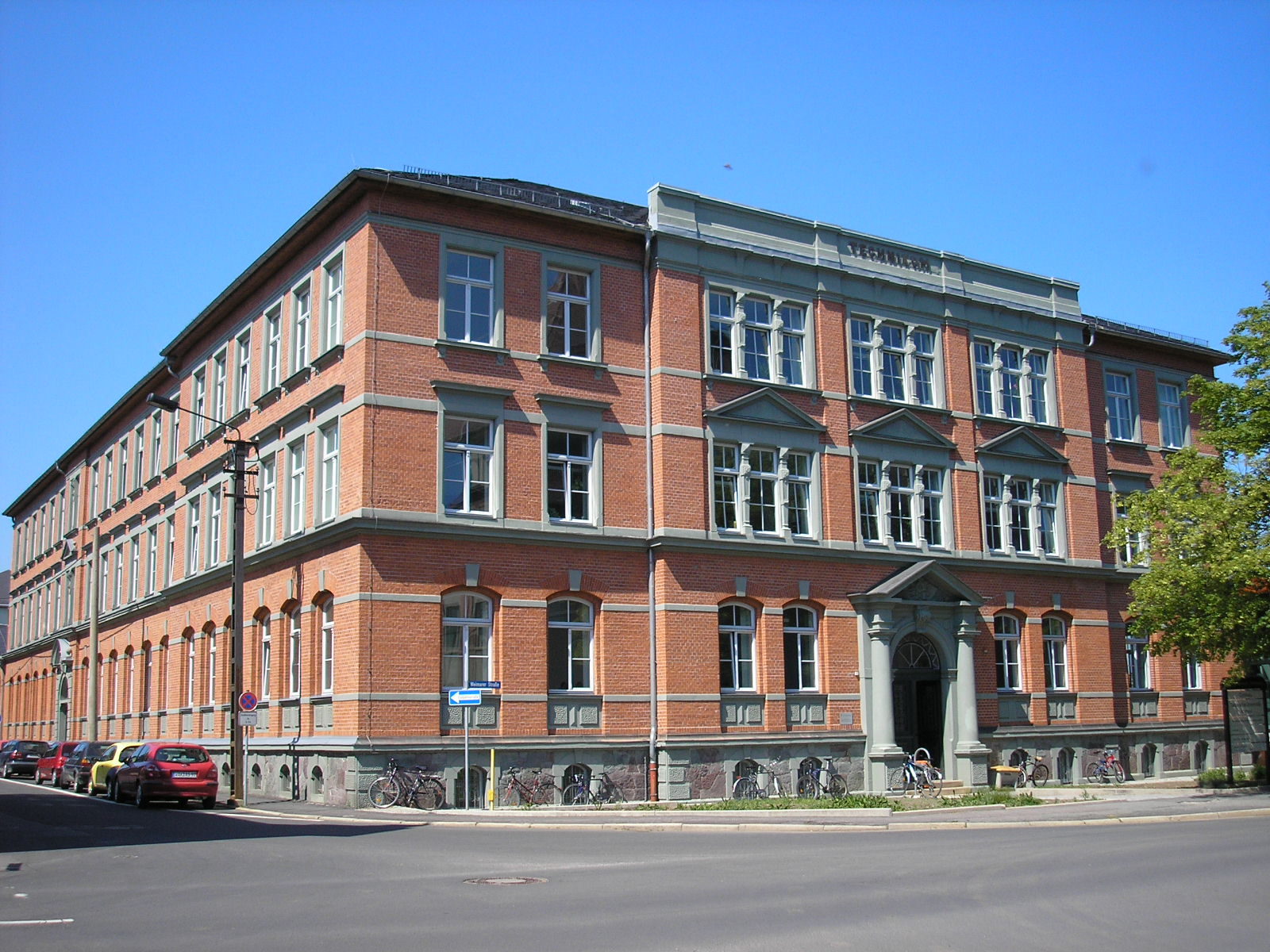
Univerzita

Důležitým bodem Ilmenau je Technická univerzita. S přibližně šesti tisíci studenty je po Fridrich-Schiller-Universität v Jeně druhou největší univerzitou Durynska.
V Ilmenau, obklopeném Durynským lesem, často pobýval i spisovatel Johann Wolfgang von Goethe.

## Osobnosti města
- André Lange (* 1973), bobista
- Andrea Henkelová (* 1977), biatlonistka